# Псалтир на даскал Филип
Псалтирът на даскал Филип е илюстрован ръкопис от 1692 година.
Съставен е от даскал Филип, наричан също Филип Граматик, от Аджарската книжовна школа като текстът на „Псалми“ е на среднобългарски. Книгата съдържа и няколко илюстрации, най-забележителна сред които е портрет на автора на „Псалми“ цар Давид. Ръкописът се съхранява от Центъра за славяно-византийски проучвания „Професор Иван Дуйчев“ при Софийския университет „Свети Климент Охридски“.